# Axonopus fissifolius
Axonopus fissifolius trong tiếng Việt có tên gọi cỏ thảm, cỏ lá gừng, là một loài thực vật có hoa trong họ Hòa thảo. Loài này được (Raddi) Kuhlm. mô tả khoa học đầu tiên năm 1922.
Cỏ sống lâu năm, có thân mọc bò. Phiến lá láng không giúm, rìa mép lá không có lông, đầu lá tà hoặc hơi tròn. Loài có ứng dụng trồng làm thảm cỏ, khả năng chịu khô hạn tốt hơn loài Axonopus compressus.

## Hình ảnh

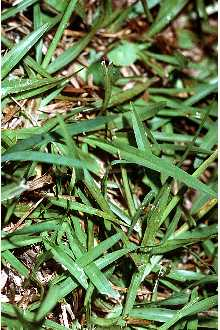
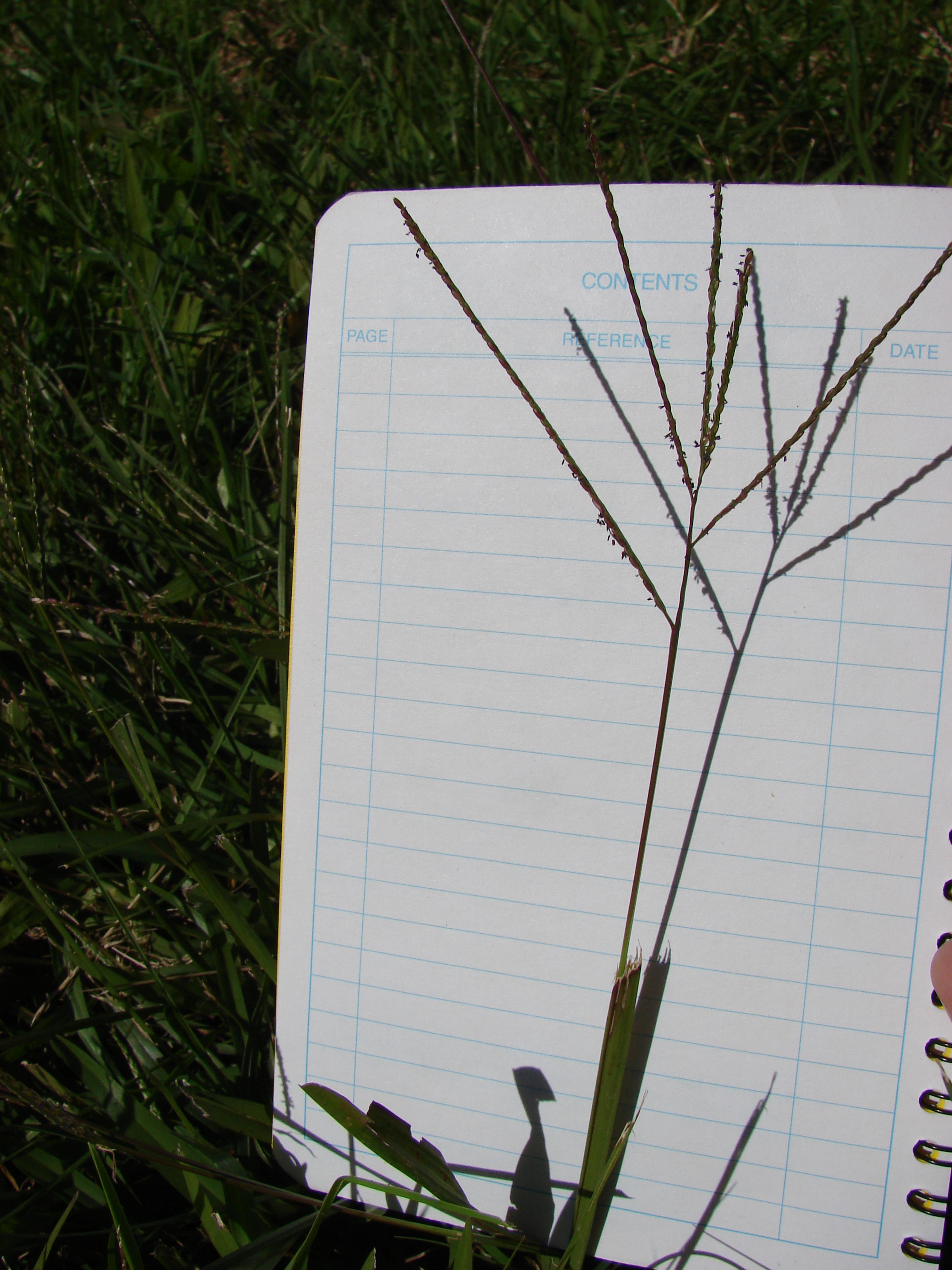
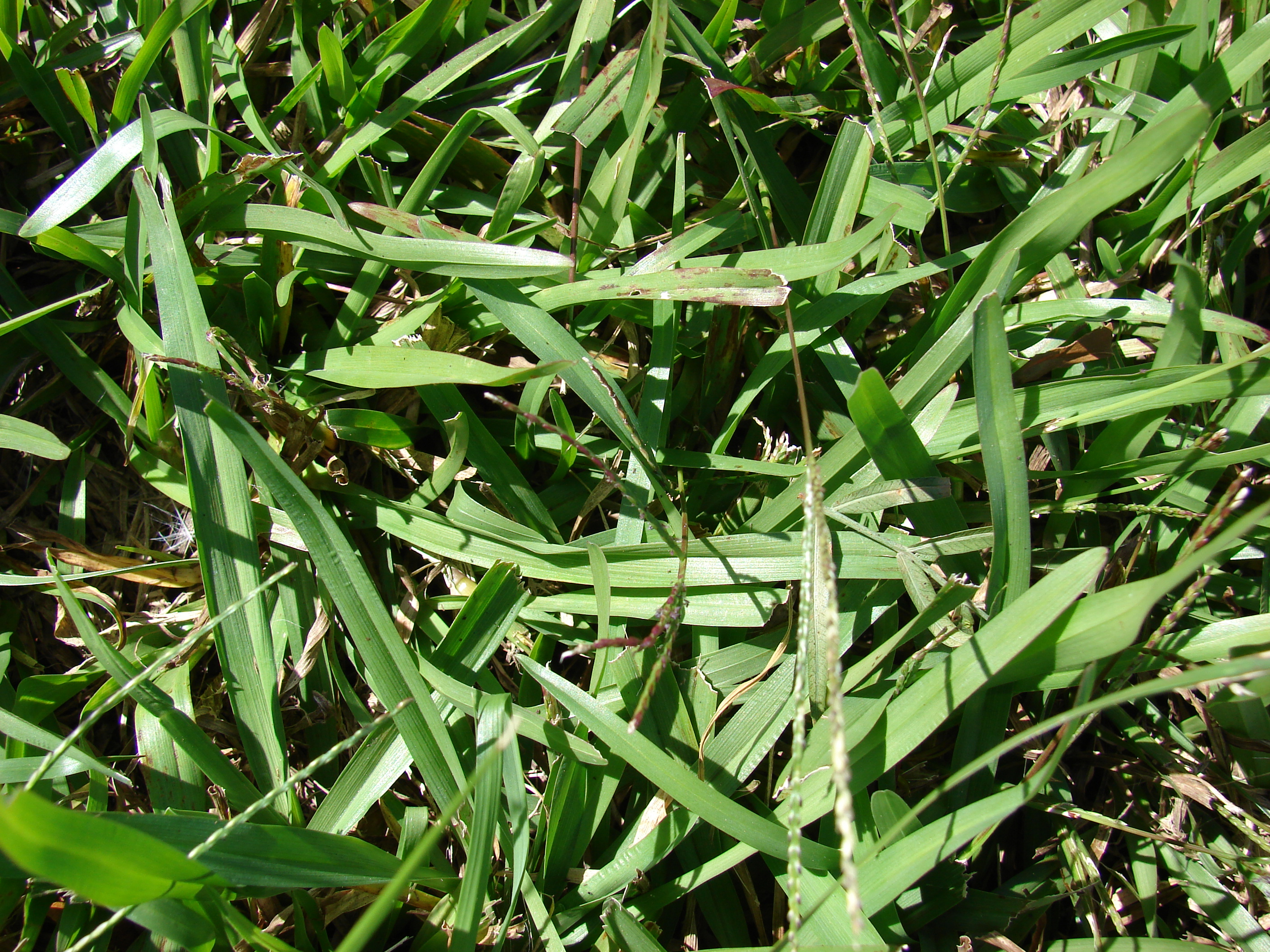
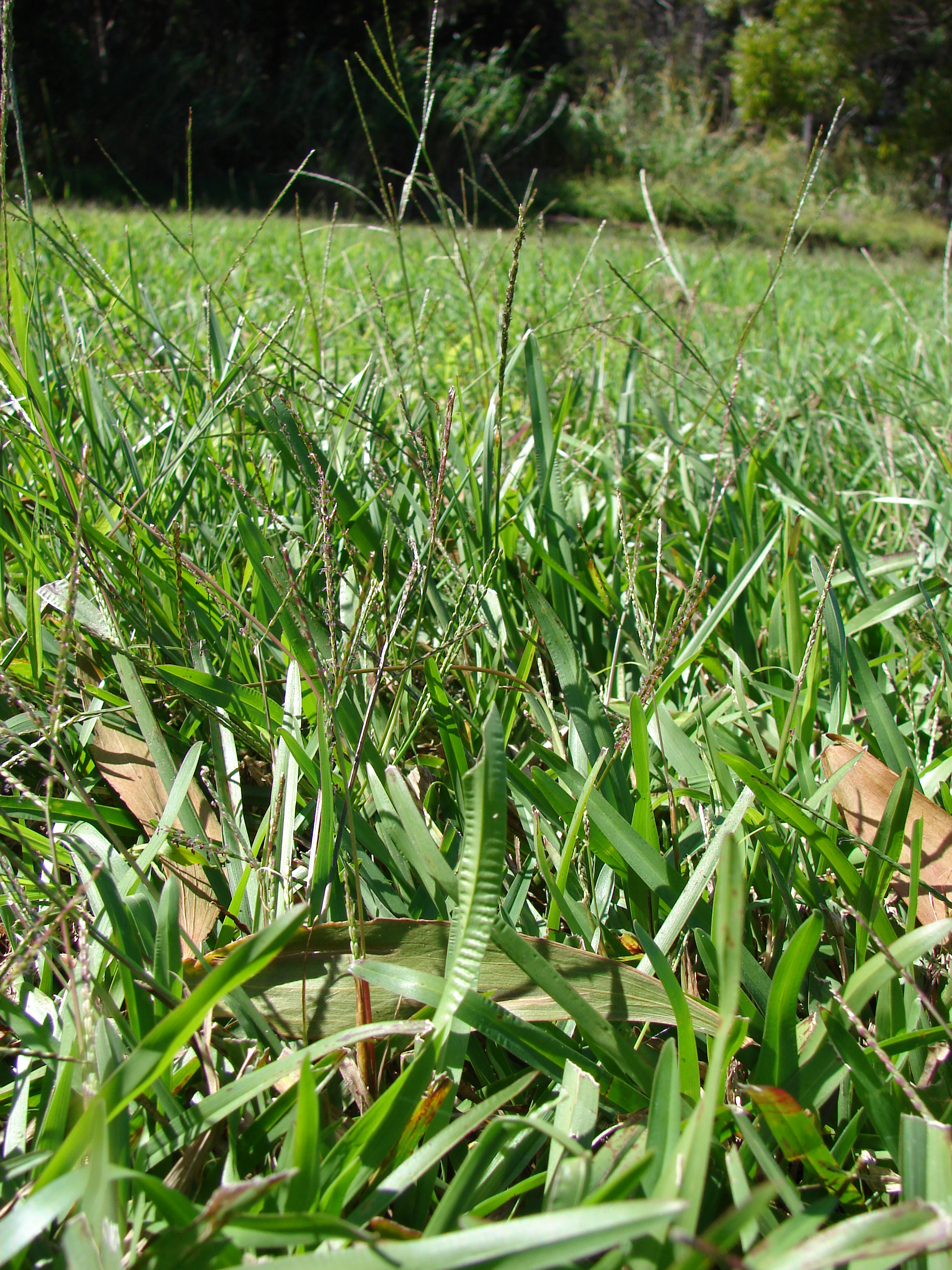